# Chip butty

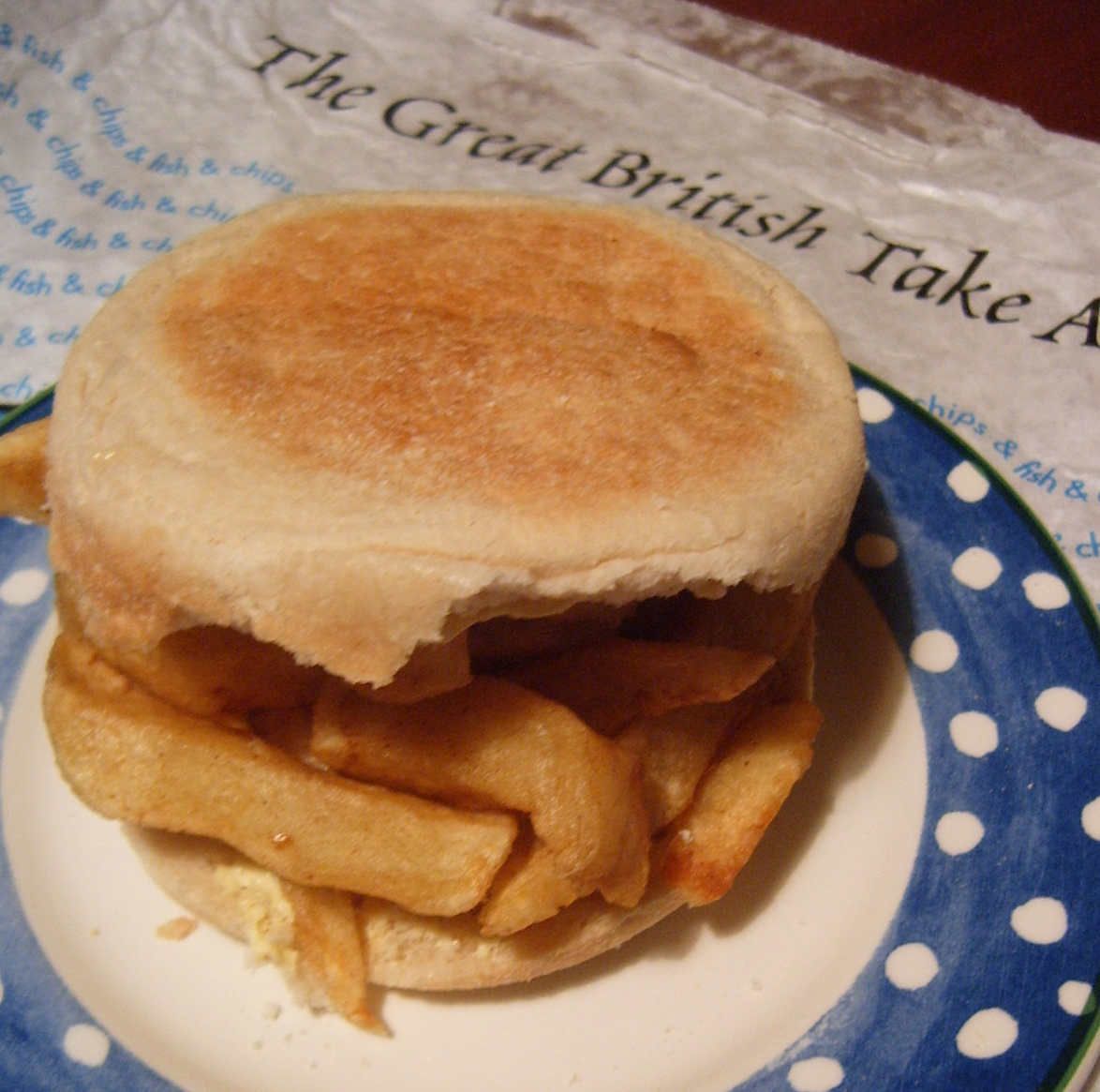
Chip butty utilizando panecillo con salsa blanca y las papas fritas.

Un chip butty (denominado también chip barm, chip cob, chip sandwich en inglés británico, piece-n-chips, en inglés escocés y french fry sandwich en inglés norteamericano) es un sándwich típico del Reino Unido, que se elabora con pan de molde (por regla general untado con mantequilla) y con patatas fritas (chips), a menudo se acompañan de una salsa de tomate (i.e. ketchup) o una brown sauce. Desde sus comienzos se ha considerado un sándwich de las "clases trabajadoras" que es servido en los pub (grub meals). 

## Características
Este sandwich suele llevar patatas fritas (chips) y a menudo se acompaña de un huevo frito en su parte superior. El pan se unta con mantequilla (butter o su diminutivo butty). Se trata de uno de los elementos más típicos del soup and sandwich de los establecimientos ingleses (trad. sopa y sándwich inglés). Siendo la preparación inglesa se ha propagado por los países angloparlantes siendo muy popular. El chip butty se trata de un plato vegetariano, aunque hay que tener en cuenta que las patatas se suelen freír en los chip shop británicos con manteca de vaca. 

## Cultura
Un himno del fútbol cantado como "Annie's Song" por John Denver y denominado "The Greasy Chip Butty Song" (la canción del grasiento Chip Butty) es muy popular entre los fanes del Sheffield United Football Club.

## Variantes
Las variantes de este sándwich incluyen el chip bap o a menudo el chip barm, que emplea en su elaboración un floury bap o barm cake. Otra variante se encuentra en el norte y se denomina Scallop Butty, la diferencia es que las patatas se 'rompen' antes de llegar a ser fritas.